# Campeonato Mundial de Atletismo de 2005 - 100 m com barreiras feminino
A competição dos 100 metros com barreiras feminino no Campeonato Mundial de Atletismo de 2005 foi realizada no Estádio Olímpico, em Helsinque, na Finlândia, ente os dias 9 a 11 de agosto de 2005.

## Recordes
Antes desta competição, os recordes mundiais e do campeonato nesta prova eram os seguintes:
| Tipo                  | Atleta           | Tempo | Local        | Data                  |
| --------------------- | ---------------- | ----- | ------------ | --------------------- |
|                       | Yordanka Donkova | 12.21 | Stara Zagora | 20 de agosto de 1988  |
| Recorde do campeonato | Ginka Zagorcheva | 12.34 | Roma         | 4 de setembro de 1987 |

## Medalhistas
| Ouro                 | Prata                        | Bronze                       |
| Michelle Perry (USA) | Delloreen Ennis-London (JAM) | Brigitte Foster-Hylton (JAM) |

## Calendário
Todos os horários estão no horário local (UTC+2)
| Data         | Horário | Fase          |
| ------------ | ------- | ------------- |
| 9 de agosto  | 18:40   | Eliminatórias |
| 10 de agosto | 19:15   | Semifinal     |
| 11 de agosto | 21:20   | Final         |

## Resultados

### Eliminatórias
Qualificação: Os 4 primeiros de cada bateria (Q) e os 4 melhores tempos (q) avançam para as semifinais.
Bateria 1
| Pos. | Atleta           | Nacionalidade  | Tempo | Notas |
| ---- | ---------------- | -------------- | ----- | ----- |
| 1    | Michelle Perry   | Estados Unidos | 12.64 | Q     |
| 2    | Vonette Dixon    | Jamaica        | 12.65 | Q     |
| 3    | Jenny Kallur     | Suécia         | 12.96 | Q     |
| 4    | Reïna-Flor Okori | França         | 13.14 | Q     |
| 5    | Maíla Machado    | Brasil         | 13.21 |       |
| 6    | Hanna Korell     | Finlândia      | 13.39 |       |
|      | Fatmata Fofanah  | Guiné          |       | DNS   |

Bateria 2
| Pos. | Atleta                 | Nacionalidade  | Tempo | Notas |
| ---- | ---------------------- | -------------- | ----- | ----- |
| 1    | Delloreen Ennis-London | Jamaica        | 12.65 | Q     |
| 2    | Glory Alozie           | Espanha        | 12.71 | Q     |
| 3    | Mariya Koroteyeva      | Rússia         | 12.73 | Q     |
| 4    | Ginnie Powell          | Estados Unidos | 12.91 | Q     |
| 5    | Sarah Claxton          | Grã-Bretanha   | 13.17 |       |
| 6    | Flóra Redoúmi          | Grécia         | 13.65 |       |
| 7    | Jeimy Bernárdez        | Honduras       | 14.78 |       |
| 8    | Barbara Rustignoli     | San Marino     | 15.51 |       |

Bateria 3
| Pos. | Atleta                | Nacionalidade | Tempo | Notas                |
| ---- | --------------------- | ------------- | ----- | -------------------- |
| 1    | Perdita Felicien      | Canadá        | 12.77 | Q                    |
| 2    | Nadine Faustin-Parker | Haiti         | 12.85 | Q                    |
| 3    | Aurelia Trywiańska    | Polónia       | 12.86 | Q                    |
| 4    | Susanna Kallur        | Suécia        | 12.87 | Q                    |
| 5    | Adrianna Lamalle      | França        | 12.93 | q                    |
| 6    | Derval O’Rourke       | Irlanda       | 13.13 | q,                   |
| 7    | Trecia Roberts        | Tailândia     | 13.93 | Recorde da temporada |

Bateria 4
| Pos. | Atleta                 | Nacionalidade      | Tempo | Notas |
| ---- | ---------------------- | ------------------ | ----- | ----- |
| 1    | Brigitte Foster-Hylton | Jamaica            | 12.64 | Q     |
| 2    | Kirsten Bolm           | Alemanha           | 12.68 | Q     |
| 3    | Irina Shevchenko       | Rússia             | 12.76 | Q,    |
| 4    | Priscilla Lopes        | Canadá             | 12.85 | Q     |
| 5    | Anay Tejeda            | Cuba               | 12.96 | q     |
| 6    | Solène Eboulabeka      | República do Congo | 14.66 |       |
|      | Lucie Martincová       | Chéquia            |       | DNS   |

Bateria 5
| Pos. | Atleta               | Nacionalidade  | Tempo | Notas |
| ---- | -------------------- | -------------- | ----- | ----- |
| 1    | Joanna Hayes         | Estados Unidos | 12.79 | Q     |
| 2    | Linda Ferga-Khodadin | França         | 12.85 | Q     |
| 3    | Olena Krasovska      | Ucrânia        | 12.86 | Q     |
| 4    | Angela Whyte         | Canadá         | 12.88 | Q     |
| 5    | Feng Yun             | China          | 12.99 | q     |
| 6    | Céline Laporte       | Seicheles      | 14.00 |       |
|      | Natalya Rusakova     | Rússia         |       | DNF   |

### Semifinal
Qualificação: Os 2 primeiros de cada bateria (Q) e os 2 melhores tempos (q) avançam para as finais.
Bateria 1
| Pos. | Atleta                 | Nacionalidade  | Tempo | Notas |
| ---- | ---------------------- | -------------- | ----- | ----- |
| 1    | Delloreen Ennis-London | Jamaica        | 12.79 | Q     |
| 2    | Mariya Koroteyeva      | Rússia         | 12.80 | Q     |
| 3    | Jenny Kallur           | Suécia         | 12.85 | q     |
| 4    | Perdita Felicien       | Canadá         | 12.94 |       |
| 5    | Anay Tejeda            | Cuba           | 12.95 |       |
| 6    | Ginnie Powell          | Estados Unidos | 13.02 |       |
| 7    | Feng Yun               | China          | 13.15 |       |
|      | Linda Ferga-Khodadin   | França         |       | DNF   |

Bateria 2
| Pos. | Atleta                 | Nacionalidade  | Tempo | Notas |
| ---- | ---------------------- | -------------- | ----- | ----- |
| 1    | Brigitte Foster-Hylton | Jamaica        | 12.65 | Q     |
| 2    | Joanna Hayes           | Estados Unidos | 12.76 | Q     |
| 3    | Irina Shevchenko       | Rússia         | 12.76 | q     |
| 4    | Olena Krasovska        | Ucrânia        | 12.85 |       |
| 5    | Priscilla Lopes        | Canadá         | 12.91 |       |
| 6    | Reïna-Flor Okori       | França         | 12.99 |       |
| 7    | Derval O’Rourke        | Irlanda        | 13.23 |       |
| 8    | Nadine Faustin-Parker  | Haiti          | 13.27 |       |

Bateria 3
| Pos. | Atleta             | Nacionalidade  | Tempo | Notas |
| ---- | ------------------ | -------------- | ----- | ----- |
| 1    | Michelle Perry     | Estados Unidos | 12.86 | Q     |
| 2    | Kirsten Bolm       | Alemanha       | 12.95 | Q     |
| 3    | Susanna Kallur     | Suécia         | 13.05 |       |
| 4    | Glory Alozie       | Espanha        | 13.05 |       |
| 5    | Vonette Dixon      | Jamaica        | 13.08 |       |
| 6    | Aurelia Trywiańska | Polónia        | 13.11 |       |
| 7    | Angela Whyte       | Canadá         | 13.52 |       |
| 8    | Adrianna Lamalle   | França         | 13.60 |       |

### Final
A final ocorreu dia 11 de agosto às 21:20.
| Pos.              | Atleta                 | Nacionalidade  | Tempo | Notas |
| ----------------- | ---------------------- | -------------- | ----- | ----- |
| Medalha de ouro   | Michelle Perry         | Estados Unidos | 12.66 |       |
| Medalha de prata  | Delloreen Ennis-London | Jamaica        | 12.76 |       |
| Medalha de bronze | Brigitte Foster-Hylton | Jamaica        | 12.76 |       |
| 4                 | Kirsten Bolm           | Alemanha       | 12.82 |       |
| 5                 | Mariya Koroteyeva      | Rússia         | 12.93 |       |
| 6                 | Jenny Kallur           | Suécia         | 12.95 |       |
| 7                 | Irina Shevchenko       | Rússia         | 12.97 |       |
|                   | Joanna Hayes           | Estados Unidos |       | DSQ   |

Legenda
| Recorde mundial       | Recorde mundial (World record)               |                       | Recorde africano                      | Recorde africano (African) |                                           | Q | Classificado por posição (Qualified) |
| Recorde do campeonato | Recorde do campeonato (Championship record)  | Recorde da América    | Recorde da América (Americas)         | q                          | Classificado por melhor tempo (Qualified) |   |                                      |
| Melhor marca do ano   | Melhor marca do ano (World leading)          | Recorde asiático      | Recorde asiático (Asian)              | DNS                        | Não largou (Did not start)                |   |                                      |
| Recorde nacional      | Recorde nacional (National record)           | Recorde europeu       | Recorde europeu (European)            | DNF                        | Não terminou (Did not finish)             |   |                                      |
| Recorde pessoal       | Recorde pessoal do atleta (Personal best)    | Recorde da Oceania    | Recorde da Oceania (Oceania)          | DSQ / DQ                   | Desclassificado (Disqualified)            |   |                                      |
| Recorde da temporada  | Recorde da temporada do atleta (Season best) | Recorde sul-americano | Recorde sul-americano (South America) | NM                         | Sem marca (No mark)                       |   |                                      |